# Сен-Дени (округ, Реюньон)
Сен-Дени (фр. Saint-Denis) — округ (фр. Arrondissement) во Франции, один из округов заморского департамента Реюньон. Департамент округа — Реюньон. Супрефектура — Сен-Дени.
Население округа на 2006 год составляло 236 599 человек. Площадь округа составляет всего 423 км².